# Хаттон, Алан
А́лан Ха́ттон (англ. Alan Hutton; 30 ноября 1984, Глазго) — шотландский футболист, защитник.

## Клубная карьера
В 2002 году Алан стал профессиональным игроком, подписав контракт с «Рейнджерс». Являясь воспитанником академии клуба на протяжении двух лет, защитник сумел завоевать доверие главного тренера. В первом же сезоне футболиста выпустили на поле в нескольких матчах, где он сумел проявить свои лучшие качества игрока обороны. Однако его место в стартовом составе не было постоянным. За шесть лет, пока Хаттон выступал в клубе, он провел 94 поединка и забил два мяча.
В 2008 году Алан стал интересен лондонскому «Тоттенхэму», пожелавшему подписать контракт с шотландским футболистом. В том же году клуб выкупил его. Защитник стал часто выходить на поле, в большинстве случаев в стартовом составе. С 2008 по 2010 года Хаттон сыграл 51 матч и забил два мяча.
Летом 2010-го руководство в тесном сотрудничестве с тренерским штабом «Тоттенхэма» приняло решение, что клуб не будет нуждаться в услугах игрока на сезон 2010/11. Алан отправился в аренду в «Сандерленд», за который выступал в течение года. За это время защитник вышел на поле в 11 матчах. В феврале 2014 года Хаттон на правах аренды перебрался в «Болтон».
Летом 2011-го Хаттон стал игроком «Астон Виллы» на постоянной основе, где за один сезон сыграл более 30 матчей на правом фланге обороны. В январе 2013 года шотландец на правах аренды перешёл в испанскую «Мальорку». Спустя полгода вернулся в Бирмингем.
В сезоне 2014/15 он сыграл 30 матчей и забил 1 гол. Сезон 2015/16 Хаттон начал с победы над «Борнмутом», но 10 последних игр «Астон Вилла» довольствовалась ничьями и поражениями.